# Masters de Indian Wells 2000

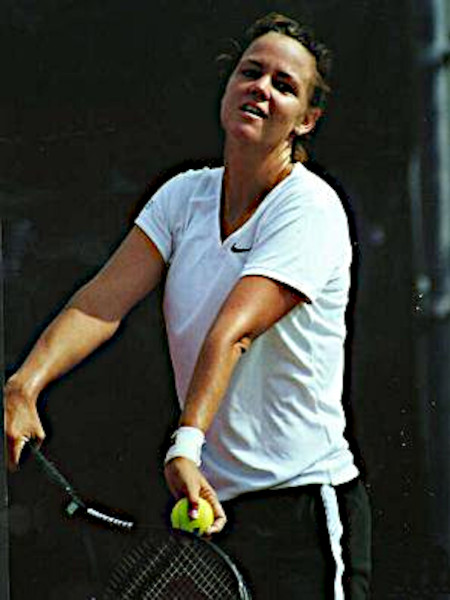
La estadounidense Lindsay Davenport se tituló en la rama femenina del torneo Master de Indian Wells 2000

El 2000 Masters de Indian Wells fue la 24.ª edición del Masters de Indian Wells, un torneo del circuito ATP y WTA Tour. Se llevó a cabo en las canchas duras de Indian Wells, en California (Estados Unidos), entre el 13 y el 20 de marzo de ese año.

## Ganadores

### Individual masculino
Àlex Corretja venció a  Thomas Enqvist, 6–4, 6–4, 6–3

### Individual femenino
Lindsay Davenport venció a  Martina Hingis, 4–6, 6–4, 6–0

### Dobles masculino
Alex O'Brien /  Jared Palmer vencieron a  Paul Haarhuis /  Sandon Stolle, 6–4, 7–6(7–5)

### Dobles femenino
Lindsay Davenport /  Corina Morariu vencieron a  Anna Kournikova /  Natasha Zvereva, 6–2, 6–3